# Vladimir Vojislavljević
Vladimir Vojislavljević (srbsko Владимир, latinizirano: Vladimir) ali Vladimir II. je bil od leta 1103 do 1114 kralj Duklje, to je južnega dela sedanje Črne gore in dela severozahodne Albanije, * druga polovica 11. stoletja, † prva četrtina 12. stoletja. 
Bil je sin kneza Vladimirja, najstarejšega sina dukljanskega kralja Mihajla I. Vojislavljevića  (vladal 1050–1081), in nečak kralja Konstantina Bodina (vladal 1081–1081). Poročen je bil s hčerko Vukana, velikega kneza Raške, s čimer se je končalo rivalstvo med sosednjima državama. Za kralja Duklje ga je po smrti dukljanskega kralja Kočaparja imenoval njegov tast Vukan. Vladimirja so leta 1118 zastrupili na ukaz kraljice vdove Jakvinte, vdove Konstantina Bodina. Jakvinta je kmalu zatem na prestol postavila svojega sina Đorđa.

## Sklic
1. ↑  Živković 2008, str. 297, 318.